# آنا بولتر
آنا بولتر (بالإنجليزية: Ana Boulter)‏ هي مقدمة تلفزيونية بريطانية، ولدت في 29 أبريل 1976 في إسكس في المملكة المتحدة.

## وصلات خارجية
- آنا بولتر على موقع IMDb (الإنجليزية)